# Esmaeil Khatib
Esmaeil Khatib (Qa'en, 1961) è un politico e una personalità religiosa iraniana, ministro delle informazioni e della sicurezza nazionale nel governo Raisi.